# Голиця (заказник)
Го́лиця — ботанічний заказник місцевого значення в Україні. Розташований у межах Воловецького району Закарпатської області, на околиці села Нижні Ворота. 
Площа 79,5 га (урочище Голиця — 31,5 га, урочище Межипоточини — 48 га). Статус надано згідно з рішенням Закарпатського облвиконкому від 07.03.1990 року № 55. Перебуває у віданні Гірсько-Карпатської дослідної станції. 
Створений з метою охорони двох ділянок, на яких зростає шафран Гейфеля, занесений до Червоної книги України, та інші рідкісні рослини. 

## Галерея

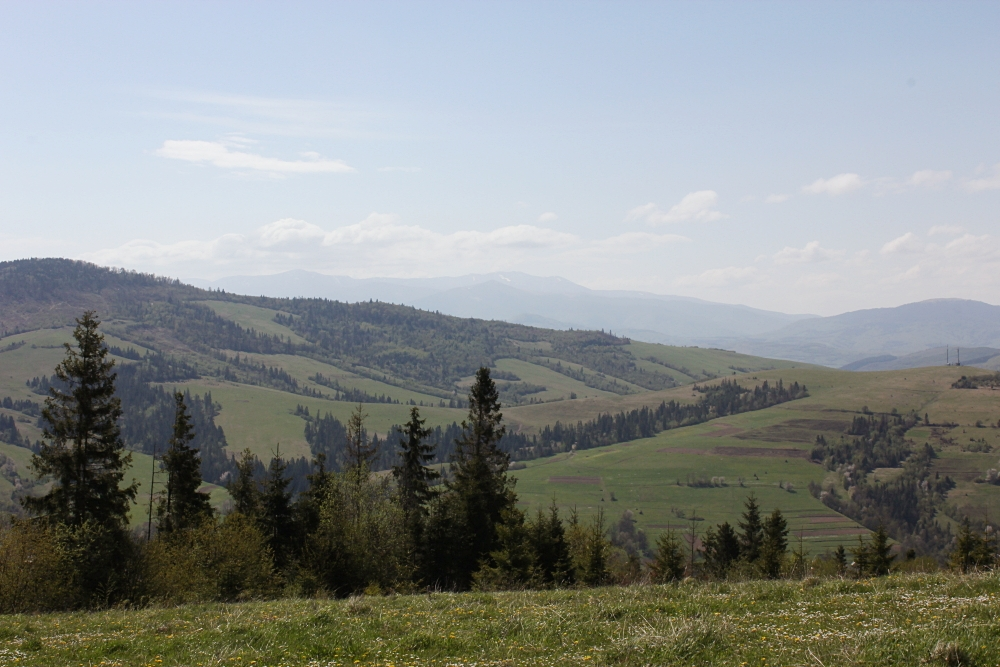
Краєвид на заказник
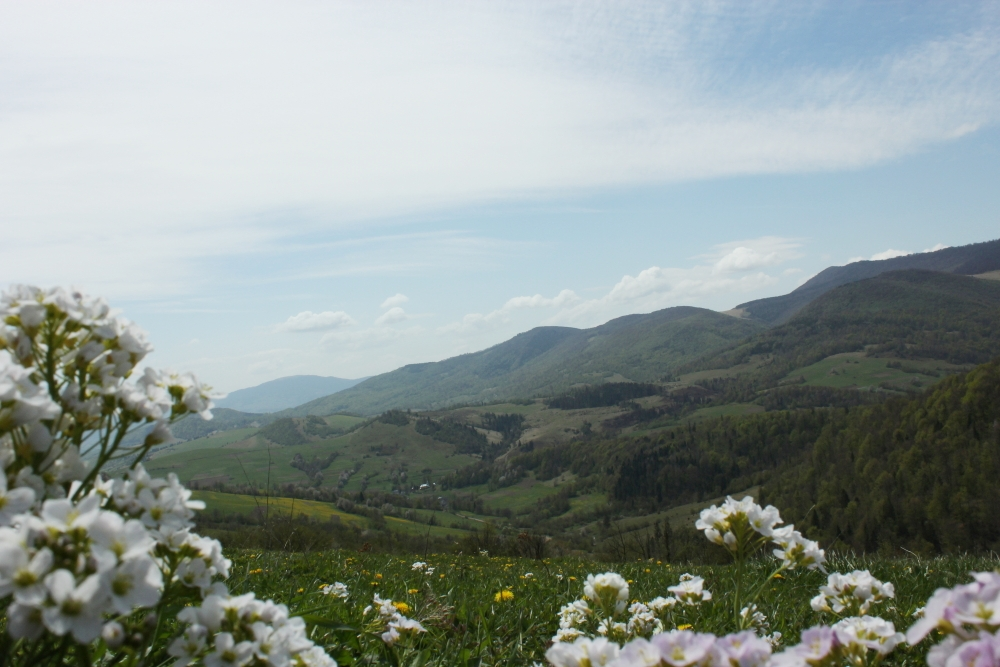
Краєвид у заказнику
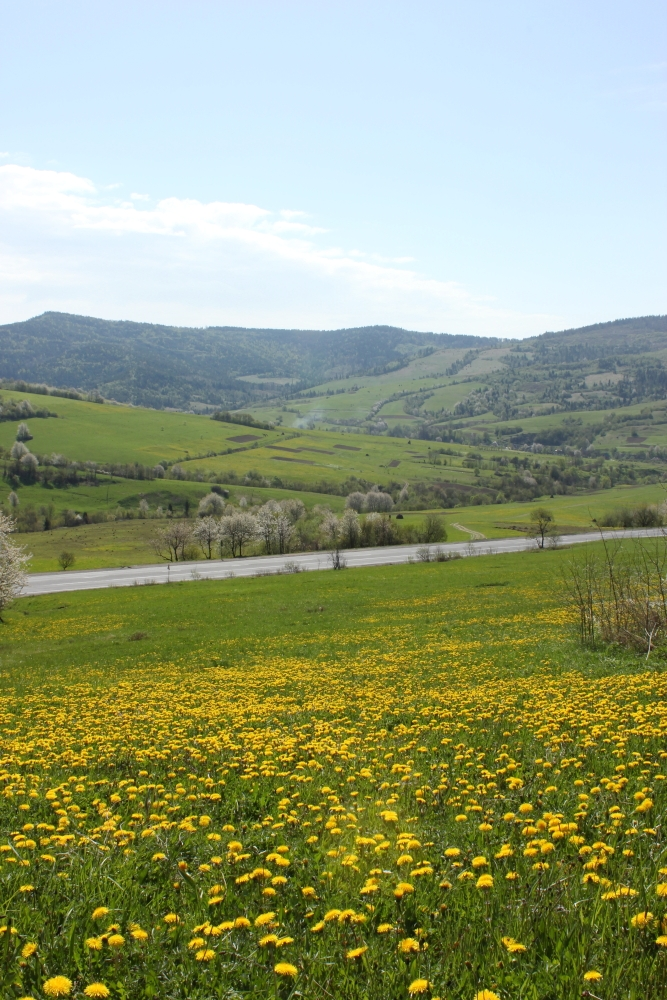
Поле з квітами
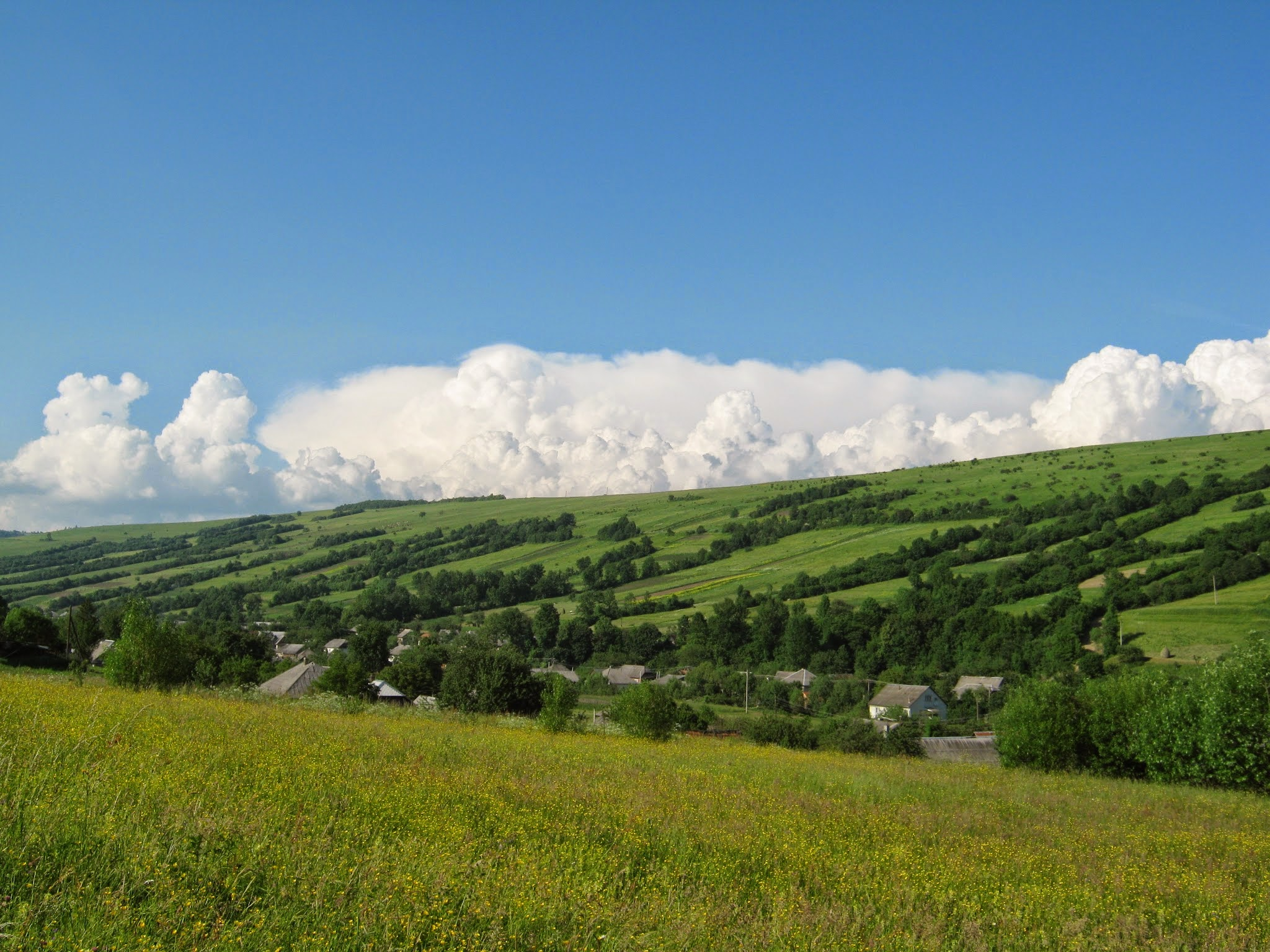
Краєвид у заказнику
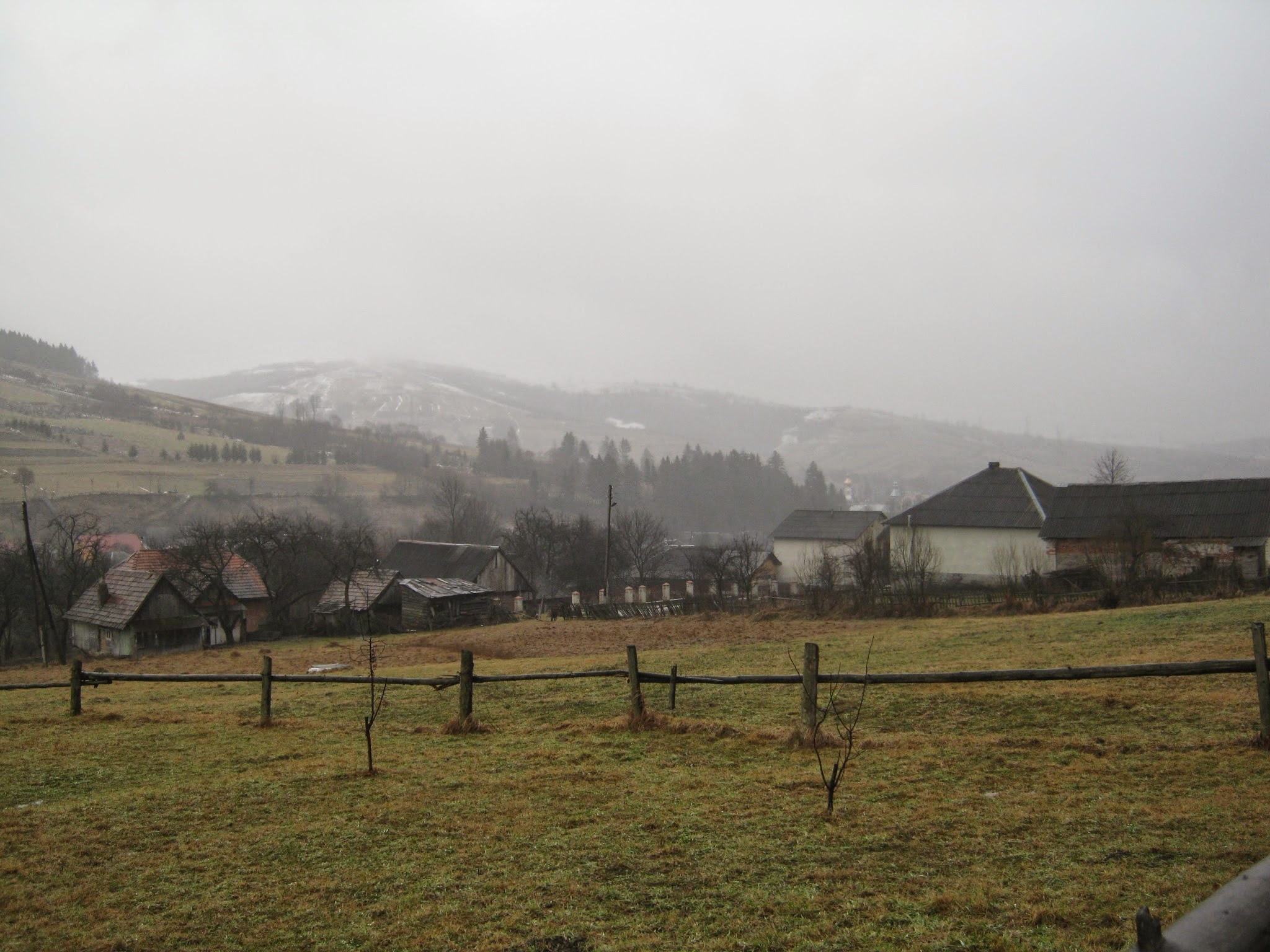
Заказник та туман у ньому
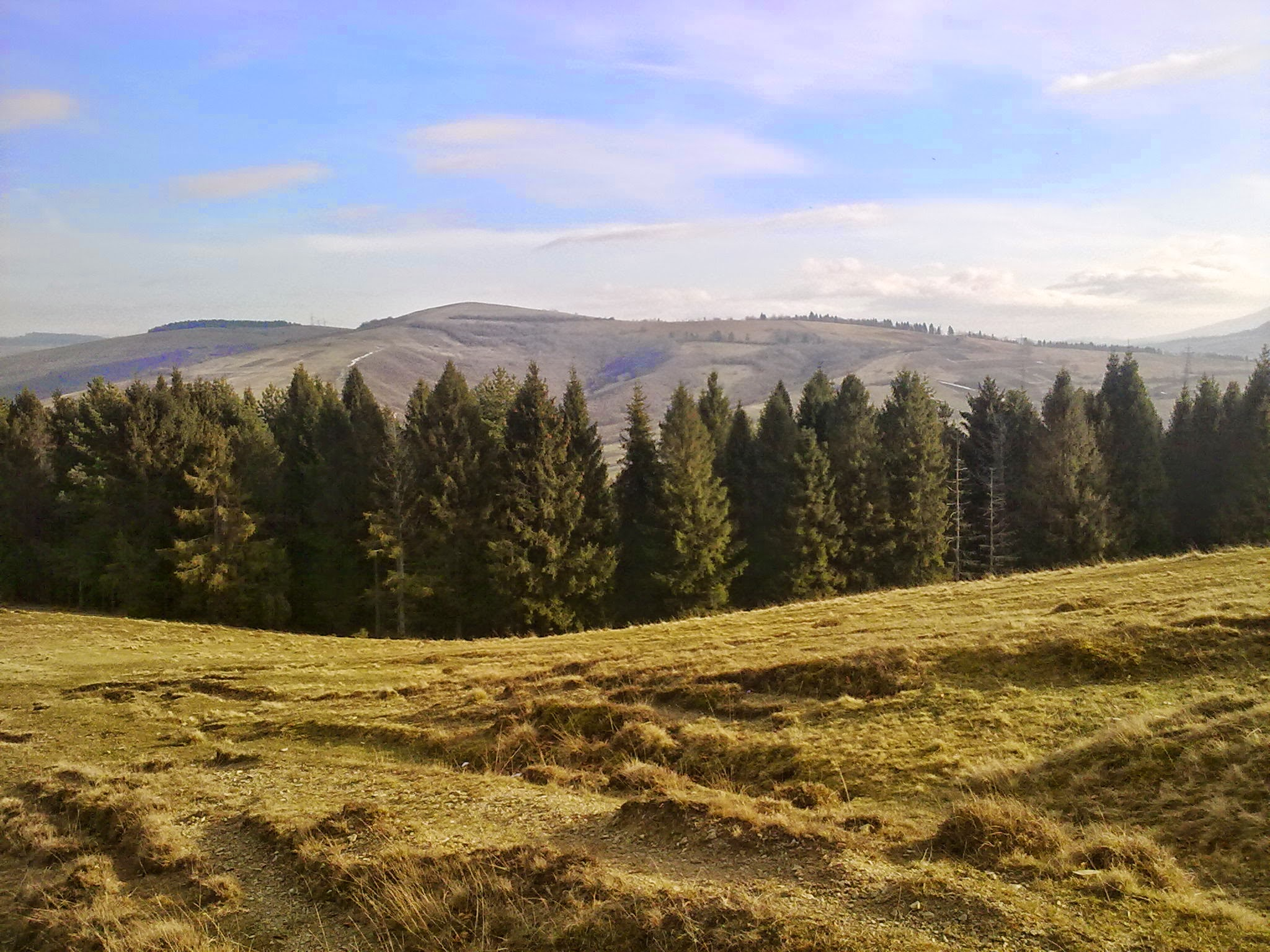
Хвойний ліс у заказнику